# زغبورة متقوقعة
زغبورة متقوقعة (الاسم العلمي:Stigmella confinalis) هي نوع من الحشرات تتبع جنس الزغبورة من فصيلة السليلات.